# Hec Clouthier
Pour les articles homonymes, voir Clouthier.
Hector Daniel Clouthier (né le 18 octobre 1949) est un homme politique canadien de l'Ontario. Il est député fédéral libéral de la circonscription ontarienne de Renfrew—Nipissing—Pembroke de 1997 à 2000. Il est reconnu pour son fédora et son slogan Give 'em Hec.

## Biographie
Né à Pembroke en Ontario, Clouthier étudie avec les jésuites au Collège Loyola de Montréal. Il réalise aussi un certificat en gestion stratégique des ressources humaines de l'université Harvard (Harvard University Graduate School of Business Administration) et un certificat en règlement extrajudiciaire des différends de l'Université de Windsor.
Avant son élection, il est vice-président de la Hec Clouthier and Sons Inc., une compagnie forestière de la haute vallée de l'Outaouais.

### Carrière politique
Tentant de remporter l'investiture libérale dans la circonscription de Renfrew—Nipissing—Pembroke pour les élections de 1988, il ne parvient pas à déloger le député de longue date sortant, Len Hopkins, qui demeure en poste par une faible marge des voix. Voulant à nouveau tenter sa chance en 1993, sa candidature n'est pas retenue par le chef du parti Jean Chrétien afin de protéger Hopkins.
Hopkins annonçant son intention de ne pas se représenter en 1997, Clouthier parvient à décrocher la nomination contre trois autres candidats. Élu député, il sert brièvement comme secrétaire parlementaire du ministre de la Défense Art Eggleton en 2000.
Défait par Cheryl Gallant en 2000 entre autres en raison de son soutien au registre de contrôle des armes à feu qui l'a rendu impopulaire, il obtient de devenir conseiller spécial du cabinet du Premier ministre. Il y demeure jusqu'à l'arrivée au pouvoir de Paul Martin.
Après une longue absence de la politique, il tente de revenir à titre de candidat indépendant en 2011. Défait, il obtient néanmoins plus de 10 000 voix, soit le plus grand nombre pour un candidat indépendant en Ontario.
À nouveau candidat indépendant en 2015, il termine en troisième position avec le plus grand nombre de voix pour un candidat indépendant en Ontario.

## Vie personnelle
Durant l'automne 2002, il rencontre le président américain George W. Bush lors d'une conférence à Détroit. Le président est alors intrigué par le fédora de Clouthier. Ce dernier en fait confectionner un et le fait ensuite acheminer à la Maison-Blanche.
Clouthier est également directeur exécutif de la Ontario Horse Racing Industry Association (OHRIA) de 2007 à 2010.
Amateur de marathon, Clouthier participe à plus de 44 compétitions, dont 8 marathons de Boston. En 2022, il effectue le marathon de Boston à l'âge de 72 ans.
En 2017, il publie son autobiographie Give 'Em Hec! et, en 2019, le livre Mr. Lumberjack sur son père Hector Clouthier Sr.